# Артемовка
Арте́мовка (рос. Артёмовка) — присілок у складі Великоустюзького району Вологодської області, Росія. Входить до складу Усть-Алексієвського сільського поселення.

## Населення
Населення — 1 особа (2010; 0 у 2002).